# Гроскауфманис, Адольф
Адольф Людвиг Гроскауфманис (латыш. Ādolfs Ludvigs Groskaufmanis; 21 июня (3 июля) 1889, хутор Крейяс, волость Лиелезере, Курляндская губерния — 20 июня 1976, Рига) — офицер, последний командир Имантского полка, организатор кооперации в Латвии, физикохимик.

## Биография
Родился 21 июня (3 июля) 1889 года на хуторе Крейяс, волость Лиелезере, Курляндской губернии, в семье Яниса и Полины (род. Pecholc) Гросскайфманов (Grosskaufmann — в Курляндии часто и латышским крестьянам давали немецкие фамилии). Крестили в латышском лютеранском приходе Гриезе. Учёбу начал в 2-летней школе министерства в местечке Пампали (1898—1904), продолжал учёбу в Майновской сельскохозяйственной школе (1904—1908; где не надо было платить учебную плату), Черниговская губерния. После окончания школы начал работать инструктором в сельскохозяйственном обществе «Зерно», Илукстская волость. 1910 году призван в армию, служил в 156-м Елисаветпольском пехотном полке на Кавказе (полк дислоцирован в городе Сарыкамыш, округ Карсы, в Армении). Демобилизовался в весне 1914 года как унтер-офицер. В осенью произошла военная мобилизация — Гроскауфманиса призвали в Вяземский 115-й пехотный полк в Риге. Там сдал экзамен на прапорщика и был переведен в 116-й Малоярославский пехотный полк. За военную службу награждён орденом Св. Анны (2, 3 и 4 степени), орденом Св. Станислава (4 степени). Демобилизовался осенью 1917 года как штабс-капитан.
В январе 1918 года в Сукремлевской церкви Людиново поженился с Прасковьей Прониной. 1 февраля начал работать торговым агентом в союзе кооперативов Центросоюз, сперва с закупками хлеба в городах Поволжья, потов в Сибирии: в Челябинске и в Бийске. В августе 1919 года поступил в Владивостоке в Имантский полк белого движения на Дальнем Востоке. В феврале 1920 года генерал Жанен поставил Гроскауфманиса командиром полка. 23 марта полк на британском корабле «Dania» эвакуировался из Владивостока и в 21 июня пришел в Лиепаю. Сдав командование полком, Гроскауфманис демобилизовался.
Начал работать инструктором кооперации и ревизором в центральном союзе «Конзум», где занимался пропагандой кооперации, обучал работников кооперативов. Активно публиковался в прессе, представлял Латвию в международном движении кооперации. Параллельно работе, окончил курс средней школы в 2-й гимназии Риги. 1920 году в семье родился сын, который назвали Имантом. 1921 году Гроскауфманис вступил в химфак Латвийского Университета, параллельно работая, а в 1924 году специализировался на программе теоретической физической химии. В начале 1931 года Гроскауфманис перешел работать в Центральный союз латвийских сельскохозяйственников, руководителем департамента кооперации. 1931 году окончил университет, получив степень кандидата (1939 году приравненной к степени магистра). После государственного переворота 15 мая 1934 года, когда ликвидировали все управления общественных организаций, на их месте поставляя государственных уполномоченных, Гроскауфманиса поставили руководителем общества потребителей «Pamats» (Основа), а 10 апреля 1935 года поставили руководителем департамента кооперации Сельскохозяйственной камеры, редактором журнала «Darbinieks» (Работник).
После ввода советских войск и инкорпорации Латвии в составе СССР в 1940 году (ЛССР), работал консультантом тресте Алкогольных напитков, в осенью стал ассистентом в химфаке Латвийского Университета. При нацистской оккупации (1941—1945), когда уволили всех преподавателей советского периода, стал субассистентом без зарплаты, работал как инженер в тресте Безалкогольных напитков. В осеню 1944 года эвакуировался в Курляндию, где работал в Эдолской больнице руководителем хозяйства, потом инженеров в союзе обществ потребителей в Талсы.
После войны вернулся в химфак Латвийского Университета, ассистентом (1945—1948) на кафедре физической химии, потом старшим преподавателем (1948—1957). В осеню 1946 года трагически погибла его жена Просковя, но скоро женился на коллеге Алексардре Рудзите. 14.04.1954. защитил кандидатскую и стал в.о. доцента (1958.-1959.) в Рижском Политехническом институте, потом доцентом (1959—1965). 1965 году перешел в Институт неорганической химии при Академии наук Латвийской ССР, где оставшуюся жизнь работал научным сотрудником. Умер в Риге 20 июня 1976 года.

## Ученый
Изучал аспекты гравитации и оптические свойства солей. Перевёл с русского на латышский 5 учебников по химии, опубликовал 75 популярные и академические статьи (в том числе 36 о кооперации, 16 о физивальной химии, 1 о гравитации, 22 — о химии).